# Rusztam Abdullajevics Kazakov
Rusztam Abdullajevics Kazakov (Taskent, 1947. január 2. –) olimpiai bajnok krími tatár származású szovjet birkózó.

## Pályafutása
1947. január 2-án született az üzbegisztáni Taskentben krími tatár családba. 1959-ben kezdett birkózni. Kötöttfogás harmatsúlyban versenyzett. Az 1967-es minszki Európa-bajnokságon debütált nemzetközi versenyen és bronzérmet szerzett. Az 1968-es mexikóvárosi olimpián sérülés miatt nem tudott részt venni. 1969-ben és 1971-ben világbajnok lett. Az 1972-es müncheni olimpiára esélyesként érkezett. Bár a második fordulóban kikapott a bolgár Hriszto Trajkovtól végül sikerült a döntőbe jutnia, ahol a nyugatnémet Hans-Jürgen Veil ellen megszerezte az olimpiai bajnoki címet. Az 1973-as világbajnokságon ezüstérmet szerzett, majd 1975-ben visszavonult az aktív sportolástól. Ezt követően a CSZKA Moszkva csapatánál és a szovjet birkózó-válogatottnál dolgozott edzőként.
1989-ben a Krím-félszigetre költözött, ahonnan a családja származott. A hagyományos tatár birkózási stílus a kuras krími szövetségének az elnökévé választották. 2001 óta minden évben a tiszteletére kötöttfogású birkózó tornát rendeznek a Krím-félszigeten, Alusta városában.

## Sikerei, díjai
- Olimpiai játékok
  - aranyérmes: 1972, München
- Világbajnokság – kötöttfogás – 57 kg
  - aranyérmes (2): 1969, 1971
  - ezüstérmes: 1973
  - bronzérmes: 1970
- Európa-bajnokság – kötöttfogás – 57 kg
  - bronzérmes: 1967
- Szovjet bajnokság – kötöttfogás – 57 kg
  - bajnok: 1971